# János Dallos
János Dallos (Budapest, 24 novembre 1933) è un ex cestista ungherese.

## Carriera
Con l'Ungheria ha disputato i Campionati europei del 1955.